# Premi BAFTA 1972
I premi della 25ª edizione dei British Academy Film Awards furono conferiti nel 1972 dalla British Academy of Film and Television Arts alle migliori produzioni cinematografiche del 1971.

## Vincitori e candidati

### Miglior film
- Domenica, maledetta domenica (Sunday Bloody Sunday), regia di John Schlesinger
- Messaggero d'amore (The Go-Between), regia di Joseph Losey
- Morte a Venezia, regia di Luchino Visconti
- Taking Off, regia di Miloš Forman

### Miglior regista
- John Schlesinger – Domenica, maledetta domenica (Sunday Bloody Sunday)
- Miloš Forman – Taking Off
- Joseph Losey  – Messaggero d'amore (The Go-Between)
- Luchino Visconti – Morte a Venezia

### Miglior attore protagonista
- Peter Finch – Domenica, maledetta domenica (Sunday Bloody Sunday)
- Dirk Bogarde – Morte a Venezia
- Albert Finney – Sequestro pericoloso  (Gumshoe)
- Dustin Hoffman – Il piccolo grande uomo (Little Big Man)

### Migliore attrice protagonista
- Glenda Jackson – Domenica, maledetta domenica (Sunday Bloody Sunday)
- Lynn Carlin – Taking Off
- Julie Christie – Messaggero d'amore (The Go-Between)
- Jane Fonda – Una squillo per l'ispettore Klute (Klute)
- Nanette Newman – La luna arrabbiata (The Raging Moon)

### Miglior attore non protagonista
- Edward Fox – Messaggero d'amore (The Go-Between)
- Michael Gough – Messaggero d'amore (The Go-Between)
- Ian Hendry – Carter (Get Carter)
- John Hurt – L'assassino di Rillington Place n. 10 (10 Rillington Place)

### Migliore attrice non protagonista
- Margaret Leighton – Messaggero d'amore (The Go-Between)
- Jane Asher – La ragazza del bagno pubblico (Deep End)
- Georgia Brown – La luna arrabbiata (The Raging Moon)
- Georgia Engel – Taking Off

### Migliore attore o attrice debuttante
- Dominic Guard – Messaggero d'amore (The Go-Between)
- Gary Grimes – Quell'estate del '42 (Summer of '42)
- Carrie Snodgress – Diario di una casalinga inquieta (Diary of a Mad Housewife)
- Janet Suzman – Nicola e Alessandra (Nicholas and Alexandra)

### Migliore sceneggiatura
- Harold Pinter – Messaggero d'amore (The Go-Between)
- Miloš Forman, John Guare, Jean-Claude Carrière, Jon Klein  – Kes
- Penelope Gilliatt – Domenica, maledetta domenica (Sunday Bloody Sunday)
- Neville Smith – Sequestro pericoloso (Gumshoe)

### Migliore fotografia
- Pasqualino De Santis – Morte a Venezia
- Gerry Fisher – Messaggero d'amore (The Go-Between)
- Oswald Morris – Il violinista sul tetto (Fiddler on the Roof)
- Billy Williams – Domenica, maledetta domenica (Sunday Bloody Sunday)

### Migliore scenografia
- Ferdinando Scarfiotti – Morte a Venezia
- John Box – Nicola e Alessandra (Nicholas and Alexandra)
- Carmen Dillon – Messaggero d'amore (The Go-Between)
- Christine Edzard – I racconti di Natale di Beatrix Potter (Tales of Beatrix Potter)

### Migliori musiche (Anthony Asquith Award for Film Music)
- Michel Legrand – Quell'estate del '42 (Summer of '42)
- Charles Dumont – Monsieur Hulot nel caos del traffico (Trafic)
- John Hammond – Il piccolo grande uomo (Little Big Man)
- Isaac Hayes – Shaft il detective (Shaft)

### Miglior sonoro (Best Sound)
- Vittorio Trentino, Giuseppe Muratori – Morte a Venezia
- David Campling, Simon Kaye, Gerry Humphreys – Domenica, maledetta domenica (Sunday Bloody Sunday)
- Garth Craven, Peter Handford, Hugh Strain – Messaggero d'amore (The Go-Between)
- Les Wiggins, David Hildyard, Gordon K. McCallum – Il violinista sul tetto (Fiddler on the Roof)

### Miglior montaggio
- Richard Marden – Domenica, maledetta domenica (Sunday Bloody Sunday)
- John Carter – Taking Off
- Antony Gibbs – Sadismo (Performance)
- Antony Gibbs, Robert Lawrence – Il violinista sul tetto (Fiddler on the Roof)

### Migliori costumi
- Piero Tosi – Morte a Venezia
- Yvonne Blake, Antonio Castillo – Nicola e Alessandra (Nicholas and Alexandra)
- Christine Edzard – I racconti di Natale di Beatrix Potter (Tales of Beatrix Potter)
- John Furniss – Messaggero d'amore (The Go-Between)

### Miglior documentario
- La cronaca di Hellstrom (The Hellstrom Chronicle), regia di Walon Green, Ed Spiegel
- Death of a Legend, regia di Bill Mason

### Miglior cortometraggio
- Alaska: The Great Land, regia di Derek Williams
- Big Horn, regia di Bill Schmalz
- The Long Memory, regia di John Phillips

### Premio UN (UN Award)
- La battaglia di Algeri, regia di Gillo Pontecorvo
- Joe Hill, regia di Bo Widerberg
- Il padrone di casa (The Landlord), regia di Hal Ashby
- Il piccolo grande uomo (Little Big Man)